# Lamassu
Lamassu (en akkadien) et Lamma/Lama (en sumérien) est un génie protecteur de la mythologie mésopotamienne.
Il peut prendre différents aspects selon les lieux et les époques : il peut s'agir d'un être féminin ou masculin, humain ou hybride. Il est souvent associé à d'autres divinités protectrices, les Udug/Shedu. Au sens large, il s'agit d'un être protecteur qui peut aussi bien être associé à une personne, servant alors de sorte d'« ange gardien », d'escorte protégeant contre les ennemis et forces maléfiques, ou apportant la chance, protégeant la personne dans son sommeil, qu'à un bâtiment, en particulier à son entrée, mais aussi dans certains cas à des villes, des pays ou encore des personnages divins. Dans les représentations, il s'agit souvent de figures féminines, mais aussi dans le cas des palais néo-assyriens de taureaux androcéphales colossaux, dans tous les cas placés de manière privilégié au niveau de portes d'édifices dont ils servaient de défense magique. On sait par les textes qu'il existait de nombreuses représentations de ces divinités protectrices, notamment des figurines sous différentes formes (or, argent, bronze, lapis-lazuli, bois, ivoire, etc.).

## La déesse protectrice Lam(m)a
La seule représentation assurée d'une divinité protectrice féminine désignée comme Lam(m)a est une stèle d'époque kassite mise au jour à Uruk, dans le temple d'Ishtar, déesse à laquelle elle avait été vouée par le roi Nazi-Maruttash (1307-1282 av. J.-C.). Il s'agit d'une déesse vêtue d'une robe à volants et coiffée d'une tiare à cornes symbolisant la divinité, avec deux mains levées, signe de prière. À partir de cet exemple, A. Spycket a proposé que les figures féminines semblables apparaissant notamment dans la glyptique et la statuaire à partir de l'époque akkadienne, et en particulier dans les scènes de présentation (courantes notamment à l'époque paléo-babylonienne) devaient être considérées comme des Lam(m)a. Cette opinion est couramment suivie et dans la terminologie artistique ces figures féminines sont souvent désignées comme des Lam(m)a.

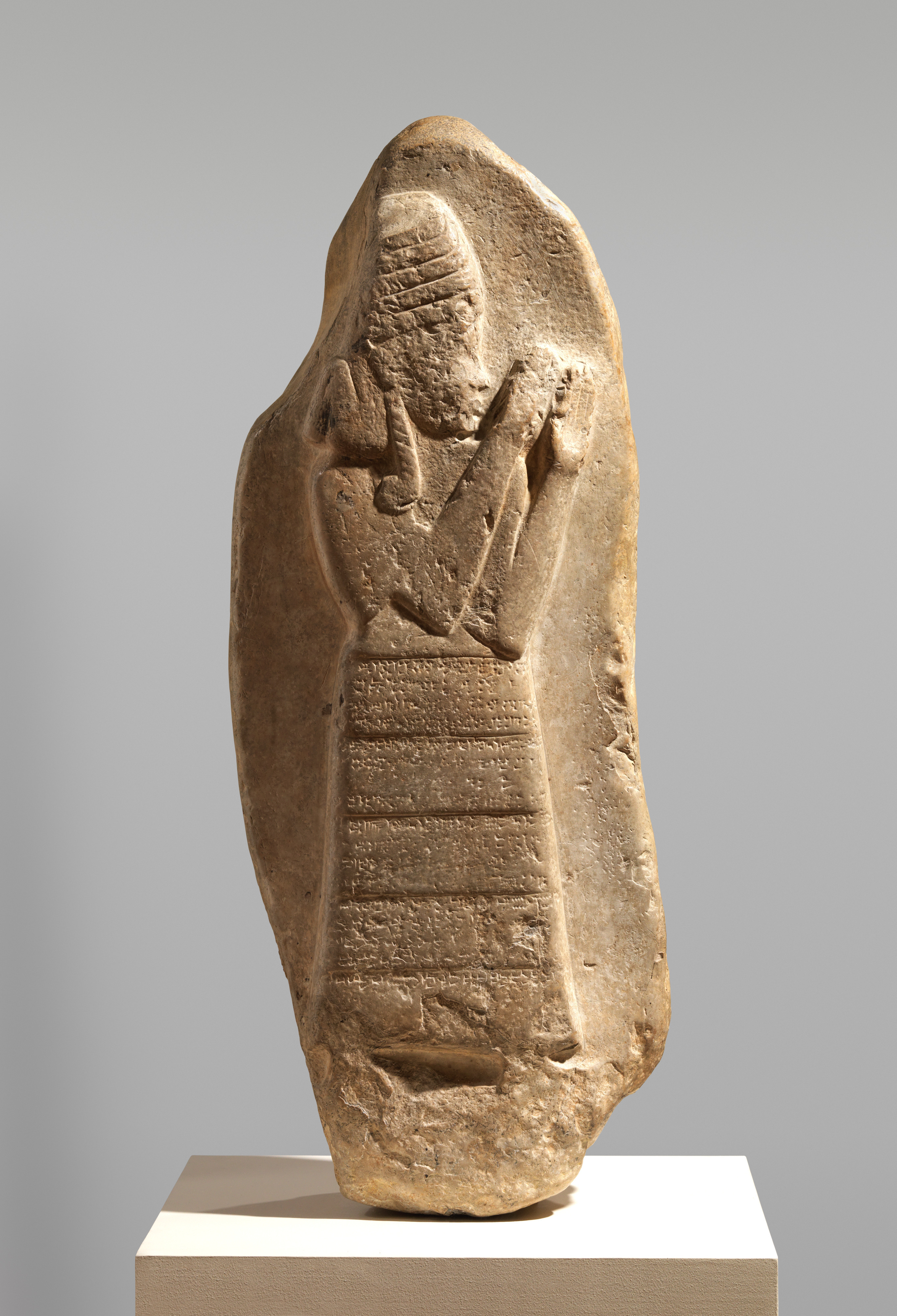
Stèle représentant la déesse protectrice Lam(m)a, dédiée par le roi Nazi-Maruttash à la déesse Ishtar, à Uruk. Metropolitan Museum of Art.
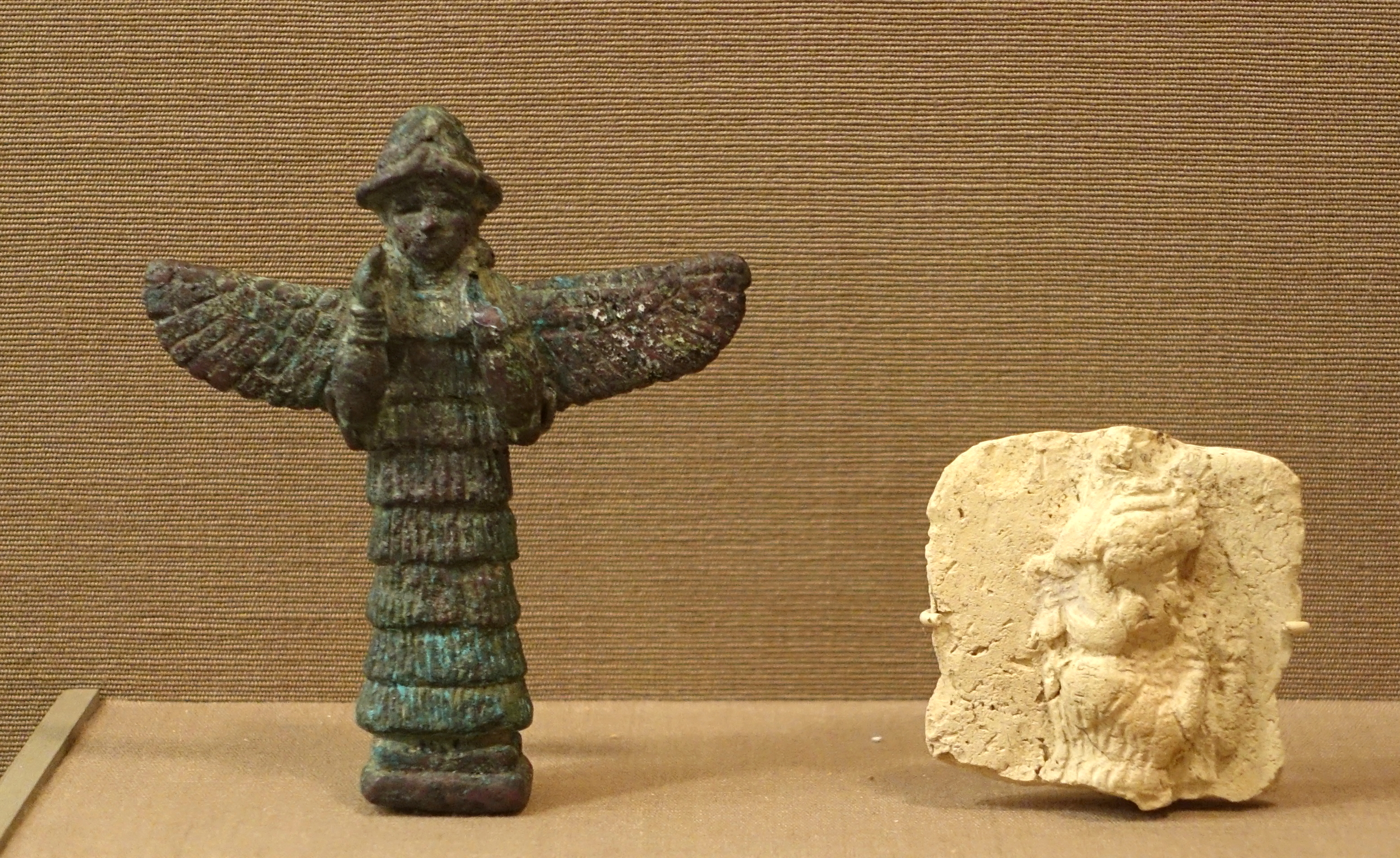
Déesse protectrice ailée. Début du IIe millénaire av. J.-C., musée de l'Institut oriental de Chicago.
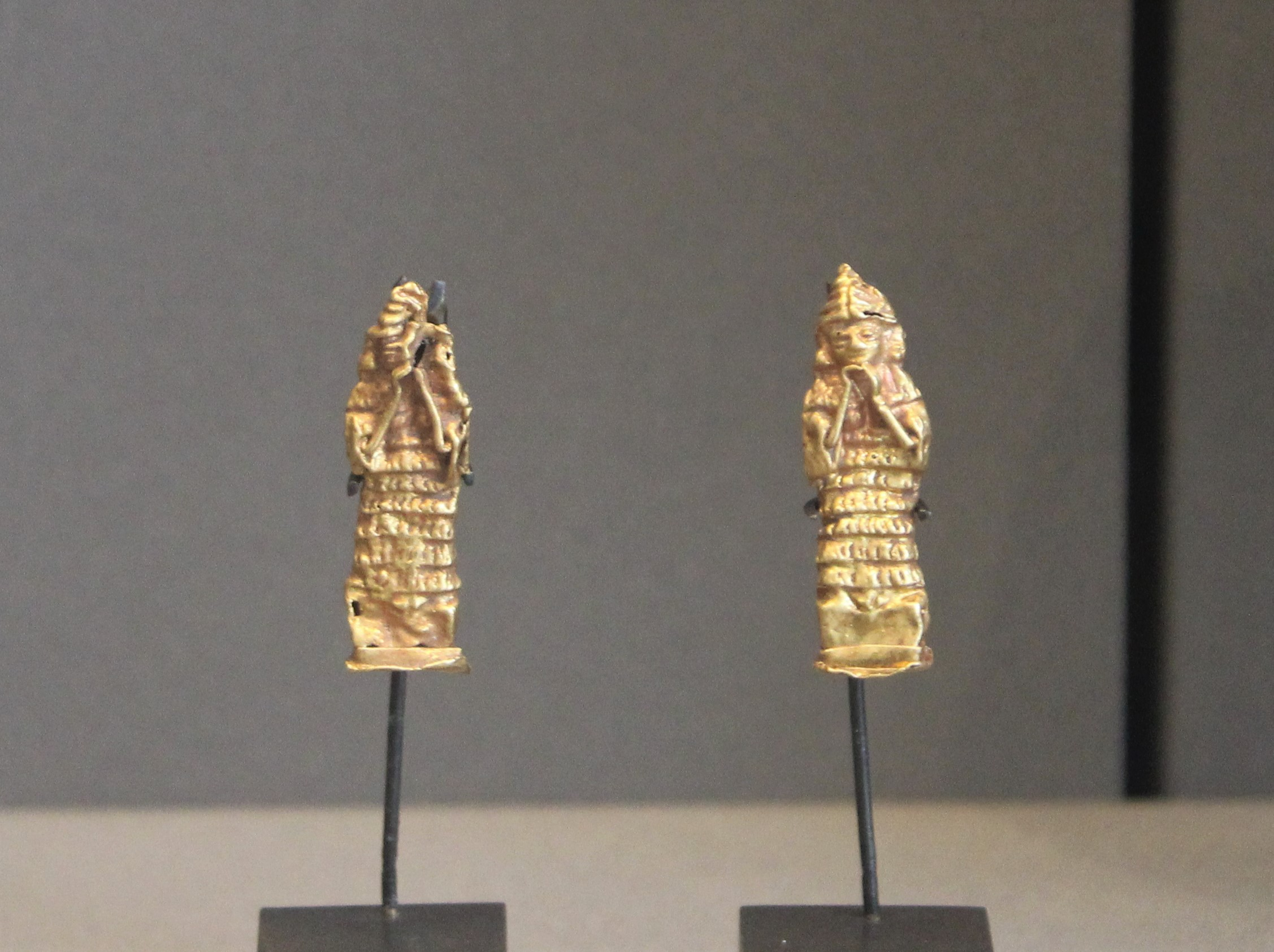
Deux petites pendeloques en or représentant la déesse protectrice Lam(m)a. Début du IIe millénaire av. J.-C. Musée du Louvre.
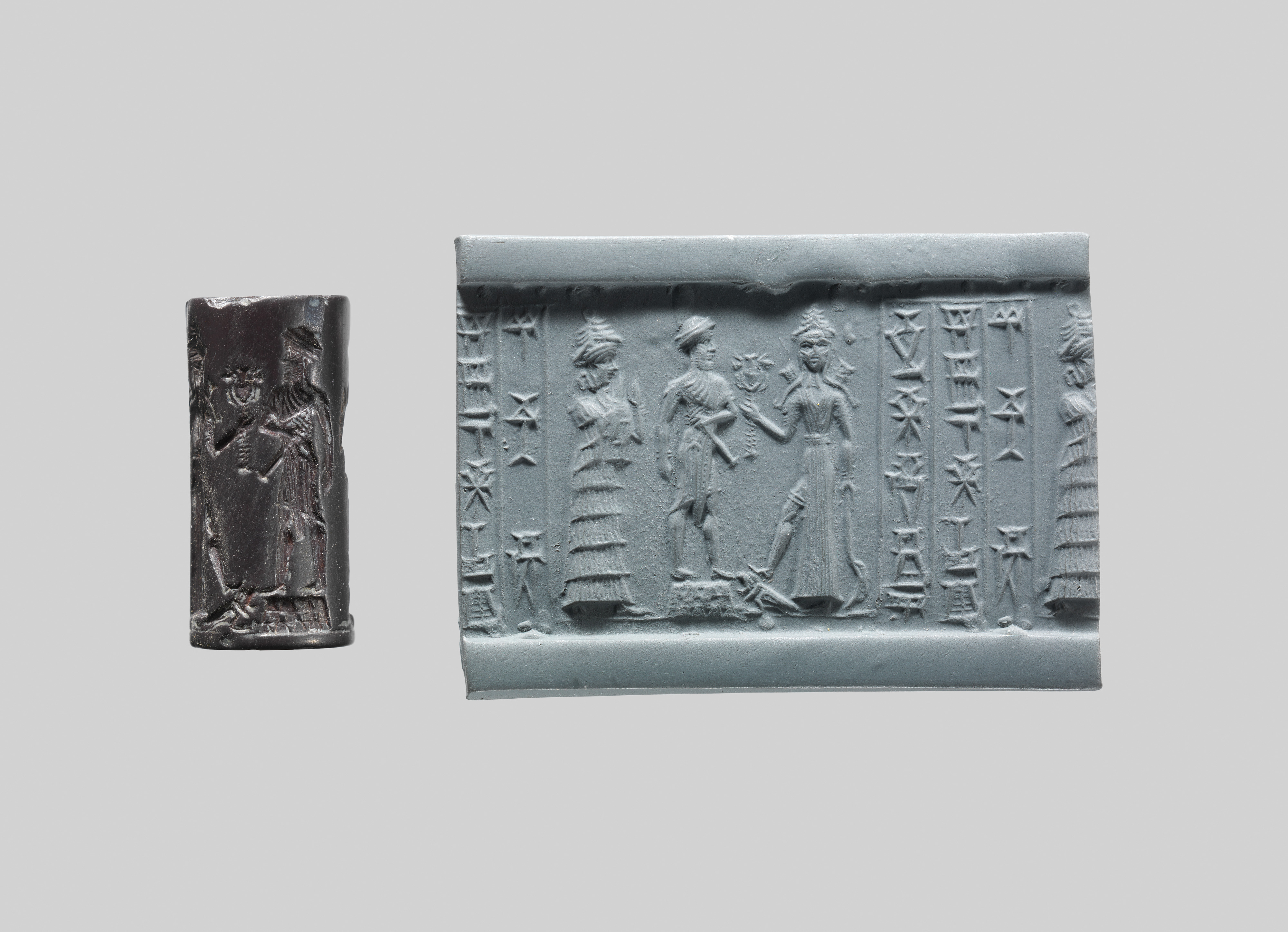
Sceau-cylindre avec empreinte représentant une scène de présentation d'un fidèle (au centre) devant la déesse Ishtar (à droite) en présence d'une déesse Lam(m)a (à gauche). (XVIIIe – XVIIe siècle av. J.-C.). Metropolitan Museum of Art.

## Les Lamassu gardien(ne)s de portes en Assyrie
Le terme Lamassu désigne dans les inscriptions de l'époque néo-assyrienne, aux côtés du terme Shedu (šêdu), par la séquence d'idéogrammes DALAD.DLAMMA, les statues colossales de taureaux et lions androcéphales ailés qui gardaient les portes des palais royaux et des temples. De ce fait les statues colossales en calcaire mises au jour dans ces édifices sont couramment désignées par ce terme. On sait par les textes qu'il existait des représentations similaires en cuivre. Les textes mentionnent également des Lamassu féminines (SAL.DLAMMA.MEŠ) en albâtre ou cuivre, placées là encore au niveau des portes de palais royaux.

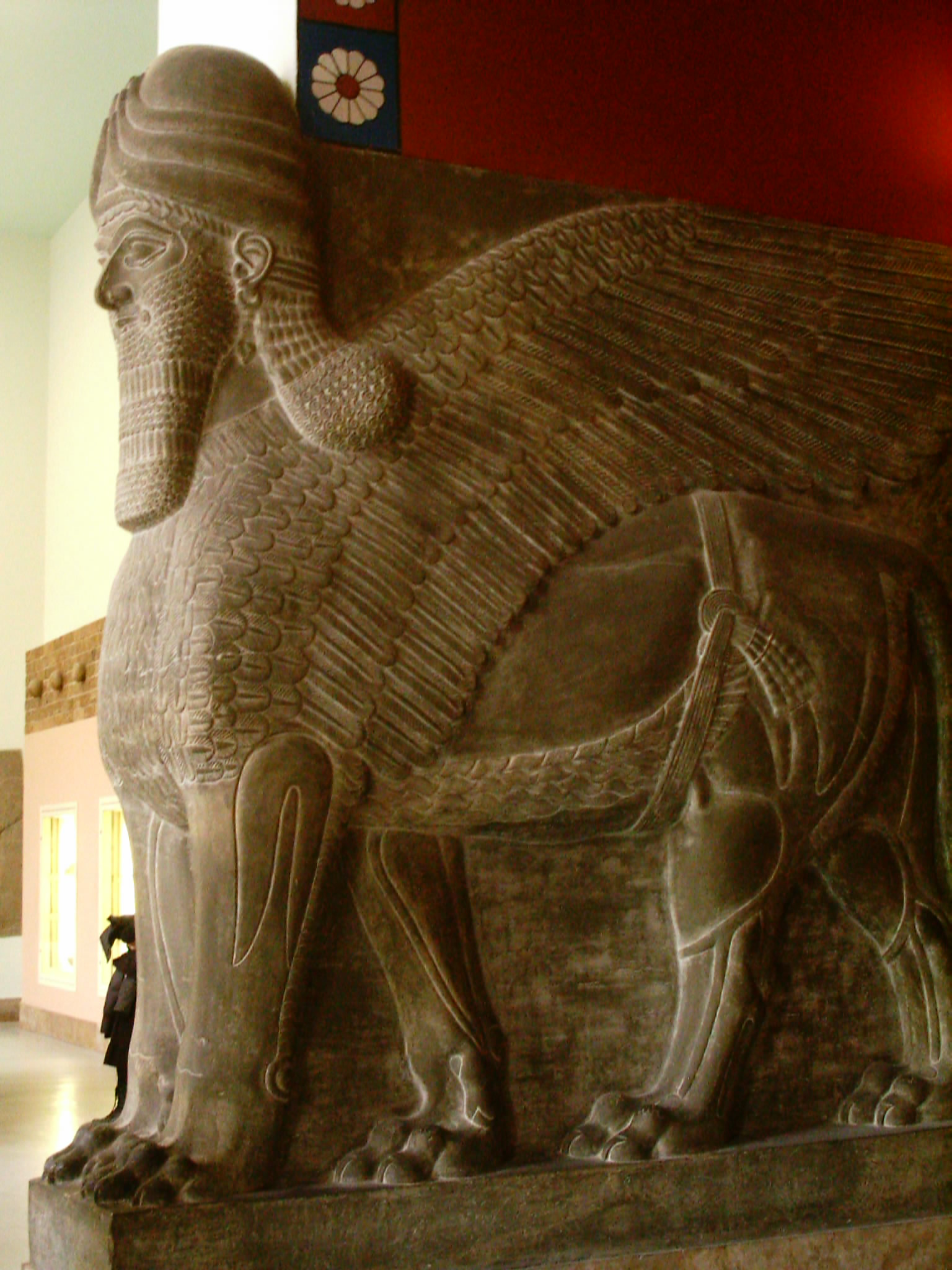
Musée de Pergame, Berlin
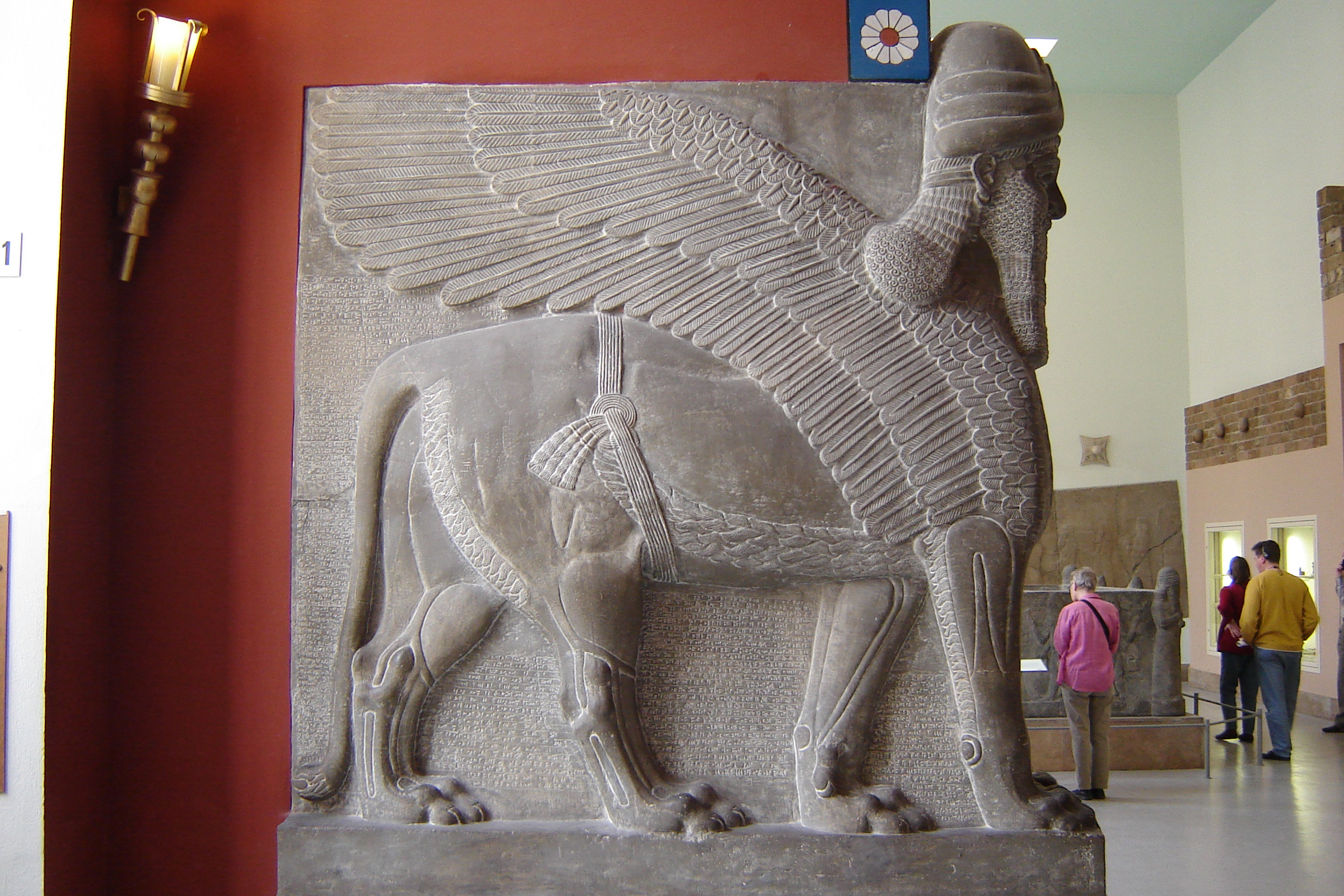
Musée de Pergame, Berlin
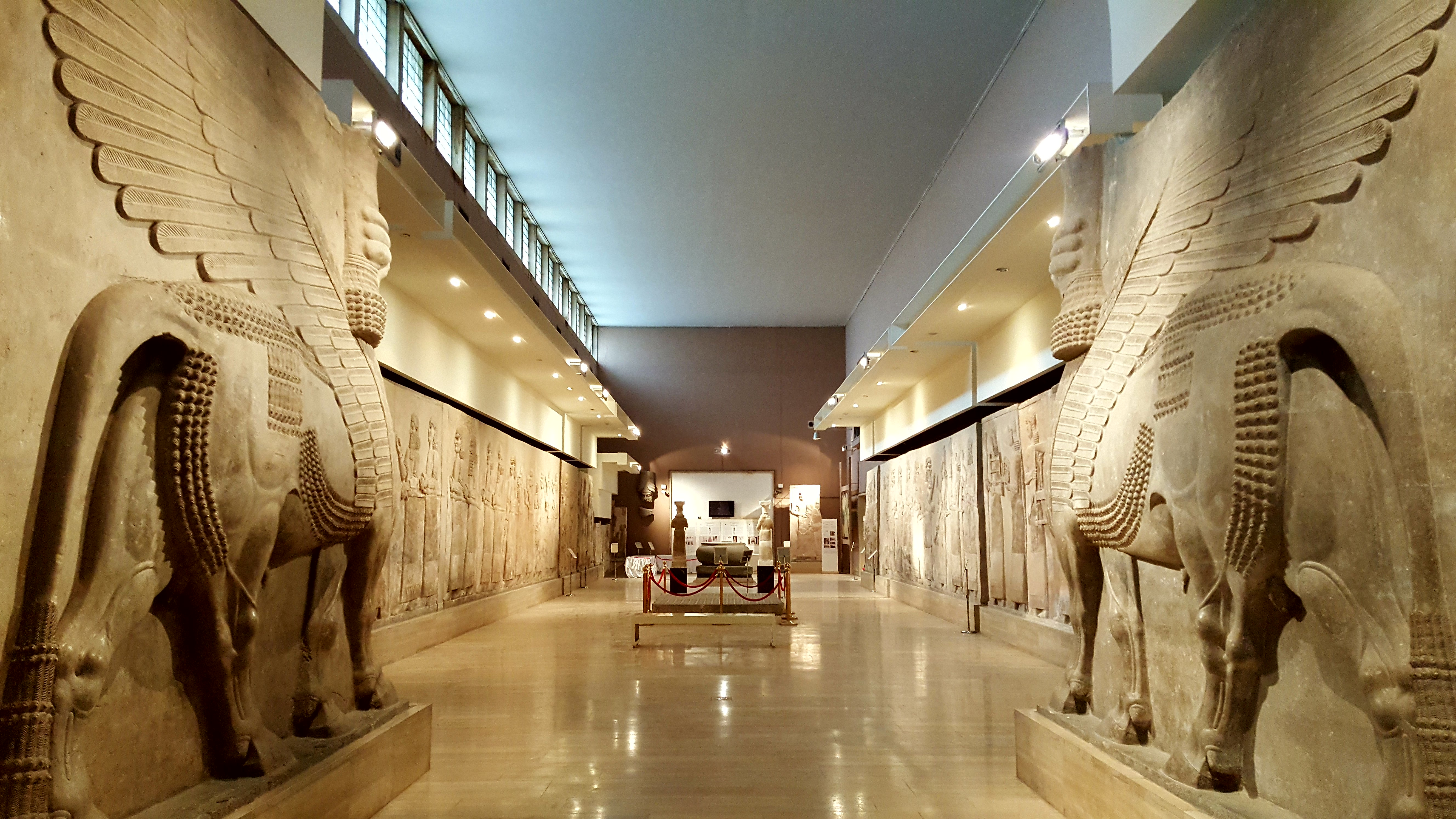
Lamassu au musée national d'Irak, Bagdad.
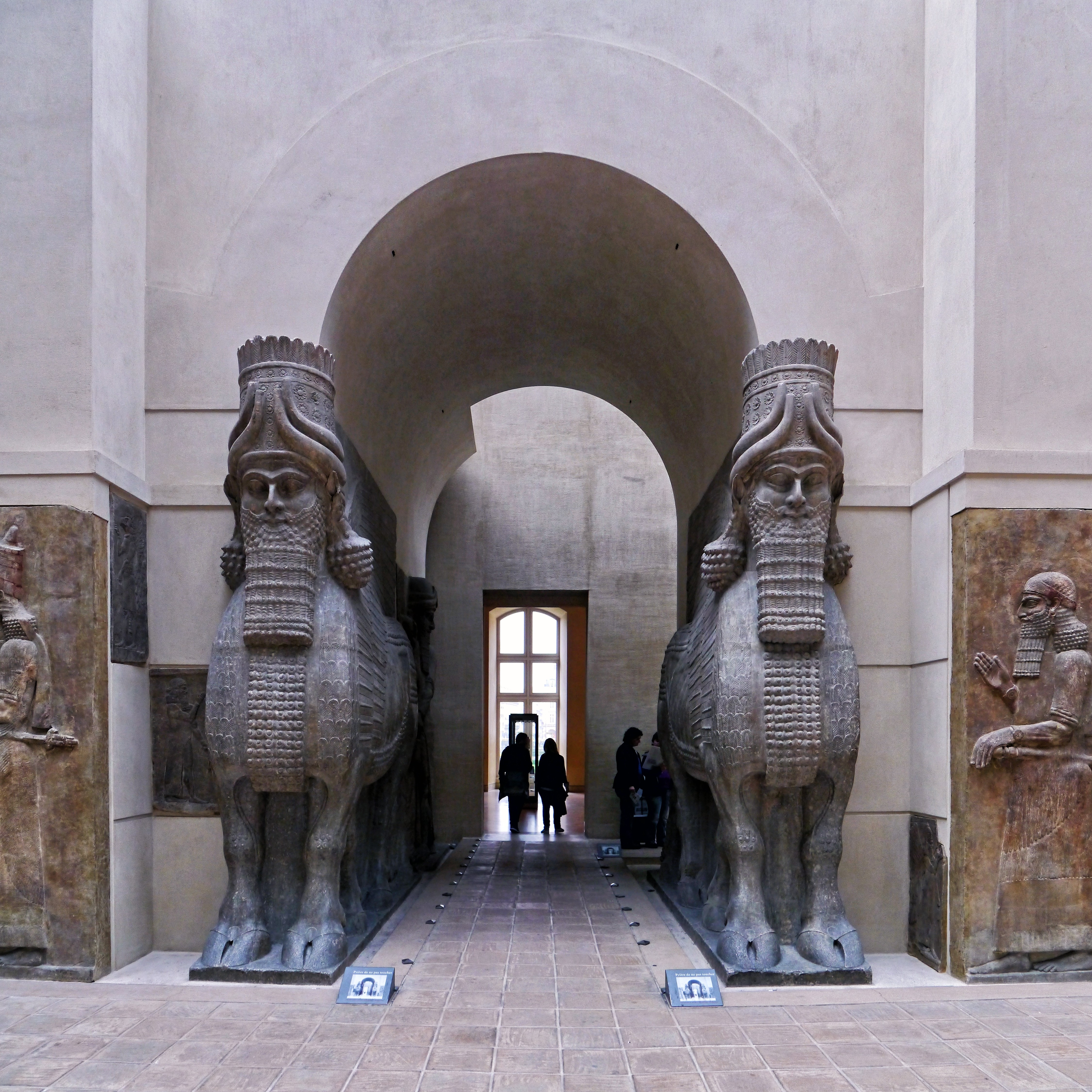
Lamassu du palais de Sargon II à Dur-Sharrukin, Khorsabad moderne (Louvre)